# Diogo Neves
Diogo Neves (Almeirim, 17 marzo 1994) è un hockeista su pista portoghese, difensore dell'Hockey Trissino.

## Palmarès

### Club

#### Competizioni nazionali
- Coppa del Portogallo: 1

Benfica: 2013-2014

#### Competizioni internazionali
- Supercoppa d'Europa/Coppa Continentale: 1

Benfica: 2013-2014
- Coppa Intercontinentale: 1

Benfica: 2013